# Gunnar Asmussen

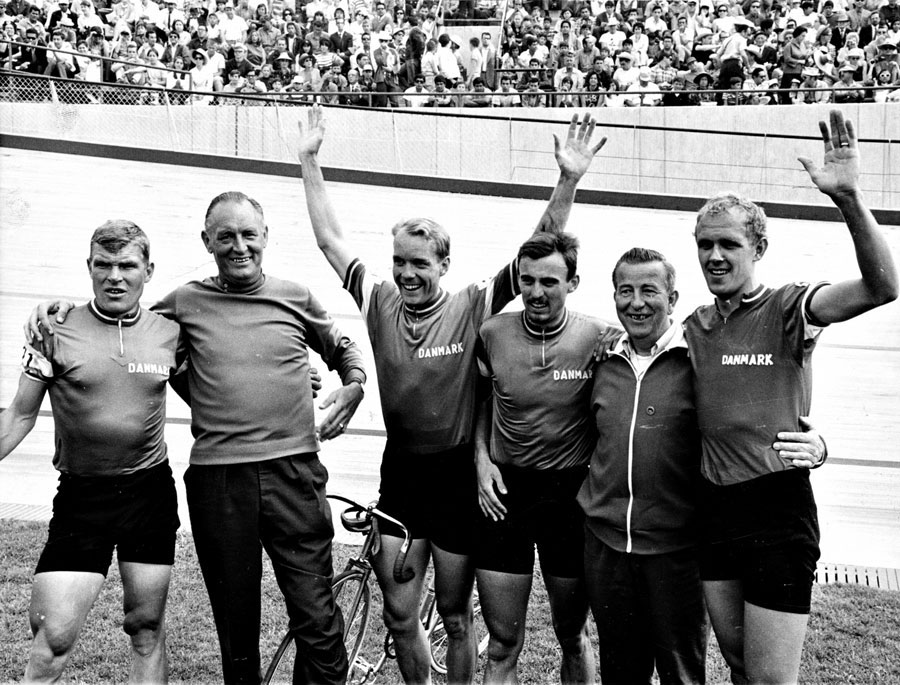
Mogens Frey, Per Lyngemark, Reno Olsen, Gunnar Asmussen

Gunnar Henry Asmussen (* 10. Mai 1944 in Aarhus) ist ein ehemaliger dänischer Radrennfahrer.
1968 errang Gunnar Asmussen bei den Olympischen Sommerspielen 1968 in Mexiko-Stadt die Goldmedaille in der Mannschaftsverfolgung, gemeinsam mit Per Lyngemark, Reno Olsen, Peder Pedersen und Mogens Frey. Im Finale gewann der dänische Bahn-Vierer gegen das westdeutsche Team, da der deutsche Vierer in Führung liegend wegen „unerlaubten Anschiebens“ in der letzten Runde disqualifiziert worden war.
Bei den Olympischen Spielen 1972 in München startete Asmussen in der gleichen Disziplin, diesmal mit Svend Erik Bjerg, Reno Olsen und Bent Pedersen. Mit einem 13. Platz in der Qualifikation verpassten sie den Sprung ins Viertelfinale.
Asmussen gewann in seiner Karriere sechs nationale Titel auf der Bahn. So wurde er 1969, 1970, 1971, 1974 und 1976 dänischer Meister in der Mannschaftsverfolgung und 1970 in der Einerverfolgung. Bei der Mannschaftsverfolgungstiteln fuhr er 1969, 1970, 1971 zusammen mit Niels Fredborg, Gunnar Jonsson und Poul Nielsen, 1974 mit Niels Fredborg, Jørn Lund und Jan F. Petersen und 1976 mit Niels Fredborg, Gert Frank und Kurt Frisch. Er gewann diese Titel als Mitglied des Vereins Aarhus BK.
Asmussen fuhr neben der Bahn auch Straßenrennen. Als Straßenfahrer gewann er drei nationale Titel. So wurde er 1964 und 1965 dänischer Meister im Mannschaftszeitfahren (1964 zusammen mit Ole Højlund, Erik Skelde, Thorvald Knudsen sowie 1965 zusammen mit Ole Højlund, Thorkild Berg und Per Frandsen) und 1971 holte er den Titel im Einzelzeitfahren. Zudem wurde Asmussen zweimal Nordischer Meister – 1970 im Mannschaftszeitfahren mit Jørgen Schmidt, Jørgen Emil Hansen und Verner Blaudzun sowie 1971 im Einzelrennen.
Ab 2001 war Gunnar Asmussen Technischer Direktor beim Team CSC-Tiscali.